# DJ Shadow
DJ Shadow, pseudonimo di Joshua Paul Davis (Hayward, 29 giugno 1972), è un produttore discografico, beatmaker, disc jockey e compositore statunitense.
Soprannominato "il Jimi Hendrix dei giradischi", è considerato una figura di spicco all'interno dell'hip hop strumentale e ha considerevolmente influenzato gli sviluppi della musica contemporanea con l'uscita del suo acclamato album di debutto Endtroducing....., che è stato costruito interamente da campioni. Ha una collezione personale di 60 000 dischi.

## Biografia

### Primi anni
Ha iniziato la sua carriera musicale come disc jockey presso la stazione radio "Davis campus KDVS" della University of California in cui ha maturato il suo stile hip hop sperimentale. Nei suoi primi singoli (che hanno influenzato in modo determinante il trip hop), tra cui In/Flux e Lost and Found (SFL), si fondono elementi di funk, rock, hip hop, ambient, jazz, soul, e altri. Andy Pemberton, un giornalista musicale per Mixmag, coniò il termine trip hop nel giugno del 1994 proprio per descrivere il singolo In/Flux.  Alcuni dei suoi primi lavori sono stati inseriti nella raccolta Preemptive Strike (FFRR 1998), che contiene le tracce In / Flux, Hindsight, High Noon, Organ Donor, What Does Your Soul Look Like (Part 1, 2, 3, 4), Strike 1, 2, 3.
Anche se la sua musica è difficile da categorizzare, i suoi primi contributi sono stati certamente importanti per l'hip hop alternativo. Ha citato gruppi come Kurtis Mantronik, Steinski, e Prince Paul come influenze sul suo sound barocco, affermando inoltre che "i testi delle canzoni (...) erano confinanti, troppo specifici". La sua musica utilizza quasi esclusivamente brevi clip vocali, incentrandosi sugli strumenti. Ha pubblicato numerosi lavori originali (durante il 1991-1992 per la Hollywood Records) e il singolo di debutto per la propria etichetta, SoleSides), poi fu contattato dalla Mo' Wax di James Lavelle. Da quel momento, il suo stile ha cominciato a maturare e ad essere più coerente. Alla fine si formò l'etichetta Quannum Projects nel 1996 dalle ceneri della sua precedente etichetta, SoleSides.

### U.N.K.L.E.
Nel 1994 DJ Shadow partecipa alla creazione del progetto U.N.K.L.E. con Tim Goldsworthy e James Lavelle. Questa "incarnazione" di Shadow lo vede sempre più allontanarsi dal suo genere originario, per sconfinare in rap, trip rock ecc. L'album debutto Psyence Fiction, che è stato creato come colonna sonora per un film documentario sui senzatetto di New York, e nonostante la presenza di molte stelle del calibro di Thom Yorke (solista Radiohead), Richard Ashcroft (ex cantante dei Verve), Mike D (dei Beastie Boys), ha avuto un riscontro commerciale mediocre, di conseguenza ci fu un cambio d'etichetta discografica.
Ad oggi 9 album sono stati prodotti a nome U.N.K.L.E., di cui solo i primi sono influenzati da DJ Shadow.

### Endtroducing.....
DJ Shadow collaborò con DJ Krush, altro pioniere del trip hop, nell'album Meiso; ne remixò la title track, invece per Duality i due artisti lavorano in modo "indipendente" nel senso che la prima parte è curata da Krush e la seconda da Shadow.
Il suo primo album, Endtroducing....., è stato pubblicato alla fine del 1996 con un grande successo di critica, è stato inserito nel Guinness World Records per essere "il primissimo album interamente prodotto a partire da samples" nel 2001. Le uniche attrezzature utilizzate da Shadow per produrre l'album sono state una batteria elettronica AKAI MPC60 a 12-bit, una coppia di giradischi e un Pro Tools prestato da uno dei primi utilizzatori di questa tecnologia, Dan "the Automator" Nakamura. Nel novembre 2006 la rivista Time lo ha citato fra i 100 migliori album di sempre.

### The Private Press
The Private Press, suo secondo album, viene pubblicato nel 2002, ed ottiene apprezzamenti inferiori dalla critica. Lo stile è completamente differente, più cross-over ed influenzato dall'electro.
Anche questo album è quasi interamente composto partendo da sample di altri dischi. Il pezzo Mashin' On The Motorway è interpretato dal rapper Lateef the Truth Speaker.
Il singolo Six Days è accompagnato dal video musicale girato dal regista Wong Kar-wai.
Quest'album è finora quello di maggior successo commerciale di DJ Shadow. Ha raggiunto posizioni di rilievo in molti paesi rimanendo per dieci settimane nelle classifiche francesi, con il picco al 21 esimo posto. Finora The Private Press è l'unico album di DJ Shadow che ha raggiunto il Media Control Charts, dove si è classificato al 75 posto.

### The Outsider
L'album The Outsider viene pubblicato nel settembre 2006. Una "special edition" del disco, in un box-set, viene pubblicata con l'allegato DVD Tour Visuals. All'album collaborano diversi esponenti hip hop dell'area di San Francisco. Successivamente DJ Shadow collabora con Cut Chemist per tre mixtape intitolati Brainfreeze, Product Placement e The Hard Sell.
Nel 2006 firma un contratto con la Universal Records.

### The Less You Know, the Better
Nel periodo 2009-2010 lavora a nuove tracce ed annuncia, nel maggio 2011, la pubblicazione dell'album The Less You Know, the Better. Nel frattempo pubblica l'EP I Gotta Rokk e due singoli (Def Surrounds Us e I'm Excited feat. Afrikan Boy). Nel settembre 2011 pubblica il brano Warning Call (feat. Tom Vek).

## Stile musicale
La musica di DJ Shadow è un hip hop strumentale, astratto contaminato da numerosi stili diversi e correlati alla storia della musica rock quali il rock progressivo, il jazz, il soul, l'ambient e l'hardcore punk. L'artista viene anche considerato inventore del trip-hop, genere inaugurato con il suo singolo Flux (1993). Sempre seguendo la scia del trip-hop, DJ Shadow ha poi pubblicato Endtroducing..... (1996), album interamente costruito su campionamenti, ritmi processati e stratificati e scratch. Con The Private Press (2002), più pop, rock e R&B del predecessore, DJ Shadow "ricrea atmosfere ben precise a partire dai campionamenti più disparati" mentre il più accessibile The Oustider (2006) risente l'influenza della musica sperimentale di John Cage e si avvicina, a detta di AllMusic, al "rap mainstream" nelle prime tracce. Lo stesso sito correla DJ Shadow fra gli esponenti dell'"ambient breakbeat", del "left-field hip-hop" e dell'electronica.
Con il progetto U.N.K.L.E. l'artista ha invece proposto un ibrido di pop e breakbeat senza disdegnare influenze dai generi più disparati.

## Discografia

### Come solista

#### Album in studio
- 1996 - Endtroducing.....
- 2002 - The Private Press
- 2006 - The Outsider
- 2011 - The Less You Know, the Better
- 2016 - The Mountain Will Fall
- 2019 - Our Pathetic Age
- 2023 - Action Adventure

### Album dal vivo
- 2004 - Live! In Tune And On Time
- 2004 - Product Placement on Tour
- 2004 - In Tune and on Time
- 2009 - Live In Milan, Italy, September 1st, 1999
- 2009 - DJ Shadow In Los Angeles, 10/31/09
- 2009 - Evening Session Mix August 21st, 1998
- 2009 - Live At Bizarre Festival Germany, August 16th, 2002

#### Raccolte e remix
- 1998 - Preemptive Strike
- 2003 - The Private Repress
- 2005 - Funky Skunk
- 2007 - The 4-Track Era (Volume 1: Best Of The KMEL Mixes (1991))
- 2007 - The 4-Track Era (Volume 2: Best Of The Remixes And Megamixes (1990-1992))
- 2008 - The 4-Track Era (Volume 3: Best Of The Original Productions (1990-1992))
- 2012 - Reconstructed: The Best of DJ Shadow

#### Singoli
- 1991 - The Real Deal (Shadow Remix)/Lesson 4
- 1993 - Send Them/Count and Estimate (Dub)/Hip-Hop Reconstruction from the Ground Up
- 1993 - In/Flux/Hindsight
- 1994 - Lost & Found (S.F.L.)
- 1995 - What Does Your Soul Look Like
- 1996 - Fully Charged on Planet X/Hardcore (Instrumental) Hip-Hop
- 1996 - Midnight in a Perfect World
- 1996 - Stem
- 1997 - High Noon
- 2000 - Dark Days
- 2002 - You Can't Go Home Again
- 2002 - Six Days
- 2003 - Mashin' on the Motorway / Walkie Talkie
- 2003 - March of Death (with Zack de la Rocha)
- 2004 - Would You Buy a War from This Man?
- 2005 - We Might as Well Be Strangers (DJ Shadow vs. Keane Mix)
- 2006 - 3 Freaks
- 2006 - Enuff
- 2007 - This Time (I'm Gonna Try It My Way)

### DVD
- 2000 - Freeze
- 2004 - Product Placement on Tour
- 2004 - In Tune and on Time

### Con DJ Qbert
- 1997 - Camel Bobsled Race (Qbert Mega Mix) CD-EP

### Con Cut Chemist
- 1999 - Brainfreeze
- 2001 - Product Placement
- 2004 - Product Placement on Tour
- 2007 - Hard Sell

### Con Dan the Automator
- 1998 - Bombay the Hard Way: Guns, Cars and Sitars
- 2001 - "Bombay 2: Electric Vindaloo"

### Con Keane
- 2005 - "We Might As Well Be Strangers" (Remix)

### Discografia di U.N.K.L.E.
- 1998 - Psyence Fiction
- 2001 - Do Androids Dream of Electric Beats (Rare 3 Disc Mix Set)
- 2003 - Never, Never, Land
- 2006 - Self Defence: Never, Never, Land Reconstructed and Bonus Beats (4 Disc Box Set)
- 2007 - War Stories
- 2008 - More Stories (B-Sides Compilation)
- 2008 - End Titles... Stories for Film
- 2008 - End Titles… Redux
- 2010 - Where Did the Night Fall

### Album in partecipazione
- 1993 - Sleeping with the Enemy (by Paris)
- 1995 - Meiso (by DJ Krush, DJ Shadow features on Duality)
- 1995 - The Story of Mo Wax (various artists, Lost and Found and What Does Your Soul Look Like? (1 & 2) by Shadow)
- 1996 - Dr. Octagonecologyst (by Kool Keith/Dr. Octagon, Shadow featured on Waiting List (DJ Shadow / Automator Mix))
- 1999 - Quannum Spectrum (various artists, DJ Shadow on Divine Intervention and Storm Warning)
- 1999 - So... How's Your Girl? (Handsome Boy Modeling School, DJ Shadow features on Holy Calamity (Bear Witness II) with DJ Quest)
- 2000 - Solesides Greatest Bumps (various artists, Shadow contributes 3 tracks and produces 6 more)
- 2002 - The Ultimate Lessons (various artists bootleg, Shadow on Lesson 4, Live Lesson B, and Live Lesson C)
- 2004 - Damage (by Jon Spencer Blues Explosion produces the track Fed Up And Low Down).
- 2004 - Brothers from the Mother (by Zimbabwe Legit, DJ Shadow's remix called Shadow's Legitimate Mix)
- 2005 - Same Shit Different Day (by Lyrics Born, produces Over You)
- 2005 - Hell's Winter (by Cage, produces Grand Ol'Party Crash with Jello Biafra)
- 2005 - Beef or Chicken? (by Teriyaki Boyz produces the track Kamikaze 108).